# Toni Kordic
Antonia Kordic, coniugata Gass, detta Toni (Edmonton, 1º gennaio 1964), è un'ex cestista canadese.

## Carriera
Con il Canada ha disputato i Campionati mondiali del 1983 e i Giochi olimpici di Los Angeles 1984.